# Arganda del Rey
Arganda del Rey este un oraș în Spania.